# Julie Gervais
Julie Gervais (* 22. Juli 1991) ist eine französische Tennisspielerin.

## Karriere
Gervais, die mit fünf Jahren mit dem Tennissport begann, bevorzugt Hartplätze. Sie spielt vorwiegend Turniere der ITF Women’s World Tennis Tour, bei der sie bislang drei Titel im Einzel gewann. Ihr erstes Profiturnier bestritt sie im Januar 2008 in Grenoble, ihr erstes Spiel gewann sie im Juli 2008 in Valladolid, wo sie auch erstmals in die Hauptrunde eines $25.000-Turniers einzog. Von 2009 bis 2011 spielte sie nur drei bis vier Turniere im Jahr. Von März 2012 bis Februar 2015 bestritt sie verletzungsbedingt gar kein Turnier.
Nach ihrer Rückkehr erreichte sie im Oktober 2015 bei Turnieren in Iraklio zweimal das Halbfinale. Anfang November gewann sie in Stockholm ihren ersten Titel, als sie im Finale Anastassija Schoschyna mit 6:1 und 6:4 besiegte. Ihr zweiter Titel folgte Ende März 2016 in Iraklio, wo sie im Finale Polina Vinogradova mit 6:3 und 7:65 bezwang.

## Turniersiege

### Einzel
| Nr. | Datum            | Turnier   | Kategorie   | Belag             | Finalgegnerin          | Ergebnis  |
| --- | ---------------- | --------- | ----------- | ----------------- | ---------------------- | --------- |
| 1.  | 8. November 2015 | Stockholm | ITF $10.000 | Hartplatz         | Anastassija Schoschyna | 6:1, 6:4  |
| 2.  | 27. März 2016    | Iraklio   | ITF $10.000 | Hartplatz         | Polina Vinogradova     | 6:3, 7:65 |
| 3.  | 27. Oktober 2019 | Stockholm | ITF $15.000 | Hartplatz (Halle) | Fanny Östlund          | 6:1, 6:3  |